# Magnésiohastingsite
La magnésiohastingsite (ou magnésio-hastingsite) est un minéral de la famille de l'amphibole, de type hornblende, contenant du calcium et un membre du groupe de la hastingsite. Il s'agit d'un inosilicate (silicate en chaîne) de formule NaCa2(Mg4Fe3+)(Si6Al2)O22(OH)2  et de masse molaire de 864,69 g. Dans la magnésiohastingsite synthétique, il semble que le fer se présente à la fois sous forme de fer ferreux Fe2+ et de fer ferrique Fe3+, mais la formule idéale ne contient que du fer ferrique. Elle a été nommée en 1928 par Marland P. Billings. Le nom vient de sa relation avec l'hastingsite et de sa teneur en magnésium. La hastingsite doit son nom à la localité du canton de Dungannon, comté de Hastings, Ontario, Canada. 
Les amphiboles calciques (contenant du calcium) comprennent : 
- La série trémolite – actinolite – ferro-actinolite
- Le groupe des hornblendes
- La série kaersutite – ferro-kaersutite
- Joesmithite

Le groupe des hornblendes comprend : 
- La série édénite – ferro-édénite
- La série tschermakite – ferrotschermakite
- La série pargasite – ferro-pargasite
- La série magnésiohastingsite – hastingsite
- La série magnésiosadanagaite – sadanagaïte

## Cellule unitaire
La structure cristalline de la magnésiohastingsite relève du système cristallin monoclinique, dans le groupe ponctuel 2/m, et le groupe d'espace C2/m. Il possède deux unités de formule par cellule unitaire (Z = 2). Les paramètres du minéral naturel et synthétique sont a = 9,9 Å, b = 18,0 Å, c = 5,3 Å, β = 105°.  

## Structure

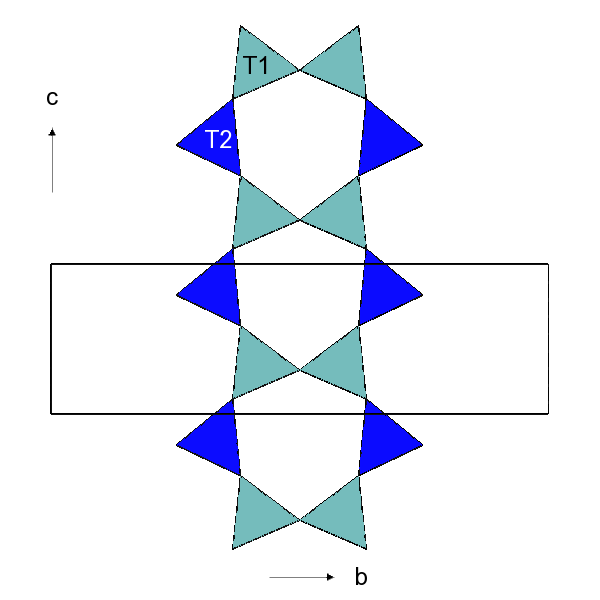
Double chaîne de tétraèdres SiO_{4}

La structure de toutes les amphiboles suit une double chaîne de tétraèdres de SiO4 liés, de composition (Si4O11)n. Les tétraèdres internes sont appelés T1 et les externes sont appelés T2. Le motif de la double chaîne se répète après un bloc de deux tétraèdres T1 et deux tétraèdres T2, avec une distance de répétition d'environ 5,3 Ångström, déterminant la longueur de la cellule unitaire le long de l'axe du cristal c. Les tétraèdres d'une chaîne pointent tous vers l'extérieur dans la même direction, et les chaînes sont reliées dos à dos par des cations pour former des faisceaux en I. Les poutres en I elles-mêmes sont ensuite reliées entre elles et forment la structure complète.

## Propriétés optiques
La magnésiohastingsite est subopaque et vitreuse, de couleur verte à vert foncé ou noire et avec un trait gris-vert pâle à vert brunâtre pâle. Elle est biaxe (-) avec des indices de réfraction pour les matériaux naturels dans la gamme nα = 1,652 à 1,676, nβ = 1,661 à 1,695, nγ = 1,666 à 1,706. Quant au minéral synthétique, les valeurs en sont nα = 1,642 à 1,657, nγ = 1,653 à 1,672. Une augmentation de la teneur en magnésium correspond à une diminution des indices de réfraction. La biréfringence maximale (la différence d'indice de réfraction entre la lumière traversant le cristal avec différentes polarisations) est δ = 0,012 à 0,033. L'angle optique 2 V est l'angle entre les deux axes optiques dans un cristal biaxe. Les valeurs mesurées de l'angle varient considérablement d'environ 60° à 90°. La valeur théorique de 2 V peut être par ailleurs calculée à partir des valeurs mesurées des indices de réfraction. La valeur calculée varie de 68° à 88°. La direction perpendiculaire au plan contenant les deux axes optiques est appelée direction optique Y. Dans la magnésiohastingsite, Y est parallèle à l'axe cristallin b. La direction optique Z se situe dans le plan contenant les deux axes optiques et coupe l'angle entre eux. Pour la magnésiohastingsite, l'angle entre Z et l'axe cristallin c est de 15° à 19°. Si la couleur de la lumière incidente est modifiée, les indices de réfraction sont modifiés et la valeur de 2 V change. Ceci constitue la dispersion des axes optiques. Pour la magnésiohastingsite, l'effet est faible, avec 2 V plus grand pour la lumière rouge que pour la lumière violette (r > v).   
Le pléochroïsme laisse apparaitre du vert, jaune-vert, bleu-vert et brun. 

## Propriétés physiques
Le clivage de ce minéral est bon avec des surfaces de clivage se croisant à environ 56° et 124°, comme c'est le cas pour toutes les amphiboles. La magnésiohastingsite présente une maclage simple ou multiple parallèle à une face du prisme. Elle est assez cassante avec une dureté de 5 à 6 sur l'échelle de Mohs et une densité d'environ 3,2, avec une teneur croissante en magnésium provoquant une diminution de la gravité spécifique. Elle n'est pas radioactive et demeure insoluble dans l'acide chlorhydrique. 

## Occurrence et associations
La localité type de la magnésiohastingsite se trouve dans le tunnel du Canadien National, à Montréal, au Québec, au Canada. Elle se trouve fréquemment dans les amphibolites, les schistes et les gabbros pegmatitiques. Il y a des occurrences également dans les tufs soudés, la granodiorite, le granite et la tonalite. Les minéraux associés comprennent le quartz, l'orthose, le plagioclase, la biotite, la magnétite et l'apatite. La barkevikite et les membres riches en magnésium du groupe de l'hastingsite se trouvent dans la diorite, l'essexite et les roches apparentées riches en calcium. Les localités comprennent :
- Les batholites granitiques des Highlands écossais
- Les Alpes suisses et italiennes
- Les montagnes du Harz, Allemagne
- Finlande et Suède
- Japon, où il est très répandu
- Batholites de Californie du Sud et de la Sierra Nevada, Californie, États-Unis
- Långban, Suède, dans le skarn
- Dans un xénolithe dans un porphyre dioritique du complexe Mount Hilliers, Monts Henry, comté de Garfield, Utah.